# A Taste of Honey (пісня)
«A Taste Of Honey» (укр. Смак меду) — пісня, створена авторами пісень Боббі Скоттом та Ріком Марлоу. 11 лютого 1963 її кавер-версія, виконана та записана учасниками гурту The Beatles, увійшла до альбому Please Please Me.

## Історія
З самого початку пісня «A Taste Of Honey» прозвучала в однойменному фільмі, знятому у 1961 за п'єсою Шели Делані. Після цього вона була записана багатьма музичними виконавцями, найчастіше в інструментальних версіях. 17 серпня 1962 була записана перша вокальна версія пісні співаком Ленні Велчем. Трохи пізніше члени гурту The Beatles переробили її, відкоригувавши текст (на відміну від версії Велча — «A taste much sweeter than wine» — у версії The Beatles вступна частина пісні звучить як «Tasting much sweeter than wine»). Пісня, однак, вносить значний дисонанс у загальний енергійний стиль The Beatles першої половини 1960-х, тим не менш з її допомогою гурт розкрив свою жанрову багатогранність. «A Taste Of Honey» увійшла до альбому Please Please Me, а також LP-платівок Introducing The Beatles та The Early Beatles, випущених у США. Крім цього «A Taste Of Honey» є однією з чотирьох пісень, що увійшли до мініальбому Twist And Shout, випущеного The Beatles 12 липня 1963.

## Запис у студії
«A Taste Of Honey» була записана The Beatles 11 лютого 1963, це перша пісня, записана протягом післяполудневої сесії, що тривала між 14:30 та 18:00 за Гринвічем. В цей самий день було записано ще десять пісень для альбому Please Please Me. 25 лютого 1963 були зроблені моно- та стереомікси пісні, при цьому члени The Beatles були відсутні у студії.
10 липня 1963 версія для Pop Go The Beatles була записана в Еоловому холі, що у Лондоні, а у 1994 вона була включена до колекції записів Live At The BBC.

## Факти
- Альбом Please Please Me, для якого було записано пісню, є першим власним альбомом The Beatles, також «A Taste Of Honey» була частиною репертуару гурту у 1962 та 1963;
- Крім The Beatles пісню виконували також Лайонел Хемптон, Боббі Дарін, гурт The Hollies, Пеггі Лі, The Temptations, The Ventures та лауреат премії Греммі Герб Алперт;
- Композитори Боббі Скотт та Рік Марлоу записали «A Taste Of Honey» як музичне супроводження до однойменної п'єси Шели Делані, за мотивами якої у 1961 було знято кінострічку. Інструментальна версія пісні була записана піаністом Мартіном Денні та отримала премію Греммі як найкраща інструментальна тема;
- Після того, як Боббі Марлоу створив слова до «A Taste Of Honey», цю пісню виконав співак Тоні Беннетт. Версія американця Герба Альперта є інструментальною.